# 鄭斗煥
鄭 斗煥（チョン・ドゥファン、朝鮮語: 정두환、1912年3月15日 - 没年不詳）は、朝鮮民主主義人民共和国の外交官、政治家。第2・3・4・5・7・8・9期最高人民会議代議員のほか、商業相、駐ルーマニア北朝鮮大使、駐ソビエト連邦大使、労働相、駐エジプト大使などを歴任した。

## 経歴
出身地は不明。朝鮮労働党中央委員会産商業財政部部長・商業財政企画部部長、商業相、駐ルーマニア北朝鮮大使、駐ソビエト連邦大使、労働相、政務院労働行政副部長、駐エジプト北朝鮮大使、祖国統一民主主義戦線中央委員会議長、朝鮮平和擁護全国民族委員会委員長などを務めた。